# Лань Наталія Петрівна
Ната́лія Петрі́вна Лань (нар. 05 вересня 1959, Львів) — українська акторка, народна артистка України (2017).

## Біографія
Народилася у Львові.
1980 року закінчила акторський факультет Київського інституту театрального мистецтва імені Івана Карпенка-Карого (майстерня Б. Ставицького).
У 1980–1989 рр. працювала у ТЮГу ім. М. Горького (м. Львів).
З 1990 року — у Національному українському драматичному театрі ім. М. Заньковецької.
Дружина Глови Степана Івановича.

## Нагороди
- Диплом за найкращу жіночу роль Всеукраїнського театрального фестивалю жіночої творчості ім. М.Заньковецької, Ніжин, 2010
- Народна артистка України (2017)

## Виконала такі ролі
- Наталка («Наталка Полтавка» І. Котляревського)
- Маруся («Житейське море» І. Карпенка-Карого)
- Галя («Назар Стодоля» Т. Шевченка)
- Леся, Герміона («Орфеєве чудо», «Оргія» Лесі Українки)
- Настка («У неділю рано зілля копала» за О. Кобилянською)
- Баронова («Мина Мазайло» М. Куліша)
- Марія («Неаполь — місто попелюшок» Н. Ковалик)
- Відьма, Синьйора Капулетті («Макбет», «Ромео і Джульєтта» В. Шекспіра)
- Мерседес («В'язень замку Іф» за А. Дюма)
- П'єретта («Вісім люблячих жінок» Р. Тома)
- Маґдалена («Дім Бернарди Альби» Ф. Ґарсіа Лорки)
- Поллі («Полліанна» за Е. Портер)
- Клементина («Завчасна паморозь» Р.-М. Рільке; диплом за кращу жін. роль Всеукр. театр. фестивалю жін. творчості ім. М. Заньковецької, Ніжин, 2010),
- Доротея («Чудова неділя для пікніка» Т. Вільямса),
- Айріс («Знак у вікні» за Л. Генсберрі).